# TR-106
TR-106またはLow Cost Pintle Engine (LPCE)は、打ち上げと宇宙飛行の費用を低減する目的でスペース・ローンチ・イニシアチブの下でTRW社によって設計され開発が進められていたエンジン。液体酸素/液体水素を推進剤として推力2,892 kN (650,000 lbf)を生じるこれまでに製造された最も強力なエンジンの一つになる予定だった。

## 概要
開発の目標は大型で廉価で製造の容易なブースターエンジンの開発だった。設計は堅牢な噴射装置である単エレメント同軸ピントル式噴射装置を採用した。同様に燃焼室とノズルには製造費用の掛かる再生冷却の代わりにアブレーション冷却が採用された。
ピントル式噴射装置を採用したことでエンジンのアポロ月面着陸機と同様に推力を広範囲に調整可能になった。

## 開発エンジニアとその後
トム・ミューラーは推力650,000 lbfの液体酸素/液体水素エンジンであるLCPEの開発を主導した技術者だった。
2000年の夏にミシシッピ州のNASAのジョン・C・ステニス宇宙センターでこのLCPEは出力100パーセントの推力と同様に65パーセントの推力条件下での試験にも成功した。
TRWはピントル式噴射装置の仕様をエンジンの性能包絡線を調査する試験中に3回変更した。技術者達はLCPEの運転の容易さを実証するために試験台上でアブレーション燃焼器を一度交換した。
試験の結果はエンジンは幅広い推力帯域と推進剤比率において安定する事を実証した。
エンジンの開発はスペース・ローンチ・イニシアチブの中止により一時中断された。2002年にTRWはノースロップ・グラマンによって買収され、NASAの利用可能性のある次世代の打ち上げと宇宙輸送機のための契約の下で液体酸素/RP-1 エンジン(TR-107)の開発は継続された。

### 遺産
トム・ミューラーはTRW社の推進部門の副社長になったようである。
Low Cost Pintle Engine計画から学んだ技術はスペースX社のマーリン・エンジンに活用された。ミューラーは2002年に他のTRWの元従業員たちと共にスペースXに参加して推進器担当の副社長になった。Barber Nichols社製のターボポンプはFASTRAC用のターボポンプの開発から派生した。TRWの特許を侵害しているとしてノースロップ グラマンは企業秘密の侵害で提訴した。